# Per Hallberg (ingénieur du son)
Pour les articles homonymes, voir Hallberg.
Per Hallberg, de son vrai nom Per Göran Allan Hallberg, est un monteur son suédois né le 30 décembre 1958 à Borgholm en Suède.

## Biographie
En octobre 2013, en même temps que Karen Baker Landers avec laquelle il a souvent travaillé, il quitte Soundelux (en) pour rejoindre The Formosa Group.

## Filmographie (sélection)
- 1992 : Le Dernier des Mohicans (The Last of the Mohicans) de Michael Mann
- 1994 : Légendes d'automne (Legends of the Fall) d'Edward Zwick
- 1995 : Heat de Michael Mann
- 1995 : Braveheart de Mel Gibson
- 1997 : Volte-face (Face/Off) de John Woo
- 1998 : Godzilla de Roland Emmerich
- 1999 : Tarzan de Kevin Lima et Chris Buck
- 2000 : The Patriot : Le Chemin de la liberté (The Patriot) de Roland Emmerich
- 2000 : Gladiator de Ridley Scott
- 2001 : La Chute du faucon noir (Black Hawk Down) de Ridley Scott
- 2001 : Hannibal de Ridley Scott
- 2002 : La Mémoire dans la peau (The Bourne Identity) de Doug Liman
- 2004 : Ray de Taylor Hackford
- 2004 : La Mort dans la peau (The Bourne Supremacy) de Paul Greengrass
- 2004 : Le Jour d'après (The Day After Tomorrow) de Roland Emmerich
- 2004 : Van Helsing de Stephen Sommers
- 2005 : Kingdom of Heaven de Ridley Scott
- 2007 : Blade Runner de Ridley Scott (version Final Cut)
- 2007 : La Vengeance dans la peau (The Bourne Ultimatum) de Paul Greengrass
- 2008 : Mensonges d'État (Body of Lies) de Ridley Scott
- 2011 : Green Lantern de Martin Campbell
- 2011 : Gone de Mattias Olsson
- 2012 : Skyfall de Sam Mendes
- 2012 : Jason Bourne : L'Héritage (The Bourne Legacy) de Tony Gilroy
- 2015 : 007 Spectre (Spectre) de Sam Mendes
- 2015 : San Andreas de Brad Peyton

## Distinctions

### Récompenses
- Oscar du meilleur montage de son
  - en 1996 pour Braveheart
  - en 2008 pour La Vengeance dans la peau
  - en 2013 pour Skyfall
- British Academy Film Award du meilleur son
  - en 1996 pour Braveheart
  - en 2005 pour Ray
  - en 2008 pour La Vengeance dans la peau

### Nominations
- Oscar du meilleur montage de son
  - en 1998 pour Volte-face
- British Academy Film Award du meilleur son
  - en 2001 pour Gladiator
  - en 2002 pour La Chute du faucon noir
  - en 2013 pour Skyfall